# Перша хвиля (телесеріал)
«Перша хвиля» (англ. First Wave) — канадський науково-фантастичний драматичний телесеріал, знятий у Ванкувері і виходив в ефір з 1998 по 2001 рік на каналі Space Channel в Канаді. Серіал був створений і написаний Крісом Бранкато. Френсіс Форд Коппола був виконавчим продюсером серіалу.

## Сюжет
Колишній злодій, який став фахівцем з безпеки, Кінкейд Лоуренс «Кейд» Фостер жив ідеальним життям: мав гарну дружину, гарну роботу і затишний будинок. Не знаючи про це, раса інопланетян, звана Гуа, визначила його як об'єкт 117 в експерименті прибульців — AHX2323 — для перевірки людської волі. В рамках цього експерименту його життя систематично руйнується, включаючи вбивство дружини, за яке його підставили. Він єдиний із 117 піддослідних розгадує загадки експерименту та рятується від арешту, щоб жити втікачем. Гуа знаходяться серед людей у вигляді гібридизованих генетичних клонів і планують поневолити людство — перша з трьох «хвиль», які мають намір завоювати і остаточно знищити людську расу. Постійно переслідуваний поліцією та дивним урядовим агентством під назвою «Ілюмінати», Фостер виявляє раніше невідомі чотиривірші Нострадамуса, в яких йдеться про три хвилі, які знищать планету, якщо «двічі благословенна людина» не зможе їх зупинити. З цієї причини Фостер розслідує дивні події, які можуть бути пов'язані з чотиривіршами Нострадамуса, сподіваючись знайти те, що йому допоможе зупинити Гуа.
| Прапор Канади | Це незавершена стаття про Канаду. Ви можете допомогти проєкту, виправивши або дописавши її. |

1. ↑  http://dbpedia.org/resource/First_Wave_(TV_series)